# Troiano de Vênus
Um troiano de Vênus é um corpo menor do sistema solar que orbita o Sol em uma órbita semelhante à de Vênus na vizinhança de Vênus - nos pontos de Lagrange L4 e L5. Este tipo de objeto foi nomeado assim devido aos troianos que estão associados com os pontos de Lagrange análogas de Júpiter. Atualmente apenas um troiano temporário foi descoberto, 2013 ND15.

## Lista
L4
- 2013 ND15

L5
- Nenhum dos objetos atualmente conhecidos provavelmente estão no ponto L5 da Terra.

## Outros companheiros de Vênus
Vênus têm outros objetos que foram identificados como sendo coorbitais do planeta, como (322756) 2001 CK32, 2002 VE68 e 2012 XE133, que além de ser coorbitais de Vênus, estes objetos também são asteroides cruzadores de Mercúrio e da Terra. Estes corpos celestes também têm exibições de comportamento ressonante (ou quase ressonante) com Mercúrio, Vênus e Terra.